# Lupinus subcarnosus
Lupinus subcarnosus är en ärtväxtart som beskrevs av William Jackson Hooker. Lupinus subcarnosus ingår i släktet lupiner, och familjen ärtväxter. Inga underarter finns listade i Catalogue of Life.